# قلعه وزیر (میبد)
قلعه وزیر مربوط به دوره قاجار است و در شهرستان میبد، روستای رکن آباد، خیابان سید رکن الدین واقع شده و این اثر در تاریخ ۱۰ خرداد ۱۳۸۲ با شمارهٔ ثبت ۹۱۲۳ به‌عنوان یکی از آثار ملی ایران به ثبت رسیده است.